# Trypauchenichthys typus
Trypauchenichthys typus es una especie de peces de la familia de los Gobiidae en el orden de los Perciformes.

## Morfología
- Los machos pueden llegar a alcanzar los 18 cm de longitud total.
- Número de  vértebras: 40-41.[1][2]

## Hábitat
Es un pez de clima tropical y demersal.

## Distribución geográfica
Se encuentran en Asia: las Filipinas 
e Indonesia.

## Observaciones
Es inofensivo para los humanos. 